# 姜恪
姜恪（？—672年3月21日），秦州上邽（今甘肅天水）人。
姜維後裔，祖父姜远曾为秦州剌史。父姜宝谊為左卫大将军。唐高宗永徽年間姜恪因戰功升為左相，閻立本因善繪事而為右相，時人評論說：「左相宣威沙漠，右相馳譽丹青。」
姜恪过世时爵位为永安县公，应是承袭自其父，但谥号无载。
孙姜知友。